# Symplocarpeae
Symplocarpeae, tribus kozlačevki, dio potporodice Orontioideae . Sastoji se od dva roda sa ukupno sedam priznatih vrsta Tipični rod je smrdljivi ugljen, Symplocarpus sa pet vrsta iz Istočne Azije i Sjeverne Amerike.

## Rodovi
1. Lysichiton Schott (2 spp.)
2. Symplocarpus Salisb. ex Barton (5 spp.)